# 吳之龍
吳之龍（1554年—？），字汝陽，號容宇，直隸常州府武進縣民籍無錫縣人，明朝政治人物。

## 生平
萬曆七年（1579年）己卯科應天府鄉試第五十三名，萬曆八年（1580年）庚辰科會試第七十四名，登三甲第一百七十七名進士。刑部觀政，本年丁憂归乡。十一年授工部主事，十五年升张秋河道工部郎中，二十年二月升江西管粮参议，轉山东副使，二十三年九月升浙江右参政，致仕。

## 家族
曾祖吳元；祖父吳大倫，曾任陰陽正術；父吳嶔（1517年-1580年），曾任汀州府通判、國子監助教。母蔣氏。具庆下。兄吴之鹏，衡州府推官；吴之美，选贡士；吴之鵠，镇江卫镇抚；吴之珍，庠生。從兄吴之城，贡士。
曾孫吳珂鳴，顺治十五年戊戌進士；吴琦起，康熙三十三年甲戌進士。